# Georg Neithardt

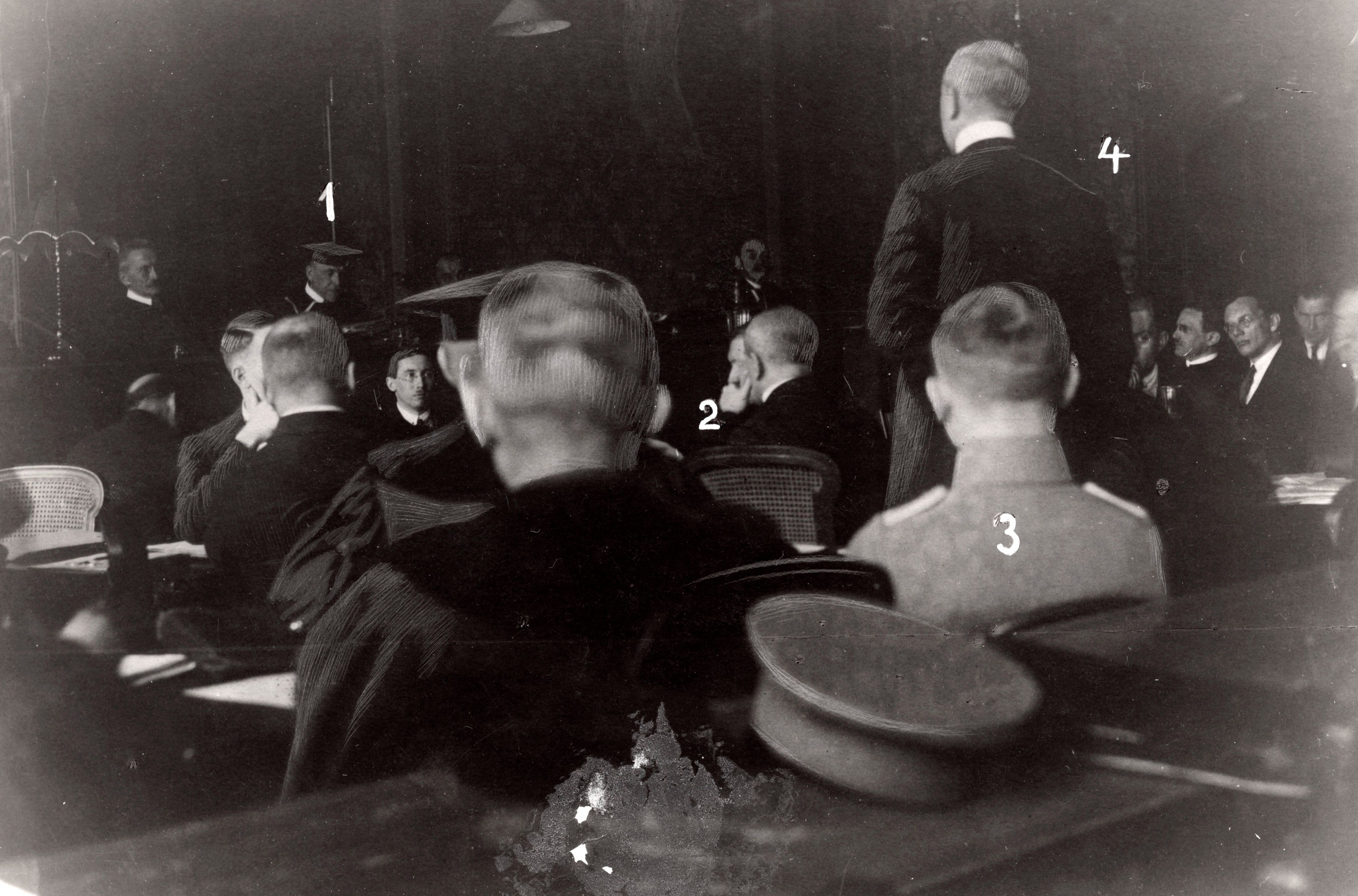
Georg Neithardt (im Foto mit 1 gekennzeichnet), Richter im Prozess von 1924

Georg Neithardt (* 31. Januar 1871 in Nürnberg; † 1. November 1941 in Rottach-Egern) war Richter am Bayerischen Volksgericht. Unter anderem leitete er den infolge des Hitler-Ludendorff-Putsches eröffneten Hochverratsprozess gegen Adolf Hitler und seine Mitverschwörer im Frühjahr 1924 (siehe Hitler-Prozess). Neithardt sympathisierte mit den Putschisten, die die Demokratie in Deutschland beseitigen wollten. Auch deshalb wurden sie nur zu äußerst milden Strafen verurteilt.

## Leben
Neithardt wuchs als Sohn eines Großkaufmanns in wohlhabenden Verhältnissen auf. Nach dem Gymnasialbesuch in Nürnberg und dem 1888 bestandenen Abitur studierte er Jura in Erlangen und war seit 1890 Mitglied des Corps Bavaria. Sein Jurastudium setzte er an der Universität München fort.
Nach den juristischen Examina 1892 und 1895, die er mit durchschnittlichem Erfolg absolvierte, trat er in den Justizdienst des Königreichs Bayern ein und absolvierte dort eine unauffällige Karriere, die ihn 1904 nach München an das dortige Amtsgericht und 1911 an das Landgericht München I, zuletzt mit dem Titel eines Oberlandesgerichtsrats führte. Am 14. November 1918 unterschrieb Neithardt die Verpflichtungserklärung gegenüber dem neuen Volksstaat Bayern. Am 14. Mai 1920 leistete er den Treueid auf die neue Verfassung des Freistaates Bayern und die Weimarer Reichsverfassung.
1919 wurde Neithard zum bayerischen Volksgericht in München versetzt. Dort leitete er verschiedene politische Prozesse, auf die er in einem Beförderungsgesuch im Januar 1921 eigens hinwies:

„Ich darf vielleicht ergebenst anregen, bei der dienstlichen Würdigung meiner richterlichen Tätigkeit zu erwähnen, dass ich in einer Reihe wichtiger politischer Strafprozesse [...] die Verhandlung geleitet habe.“

So u. a. gegen einen Münchner Versicherungsbeamten Alexander Liening wegen Aufforderung zum gewaltsamen Generalstreik (ein Jahr Festungshaft wegen Vorbereitung des Hochverrats), gegen Fritz Ehrhardt, Schriftleiter der kommunistischen Neuen Zeitung „wegen Aufforderung zum Klassenkampf und Aufforderung zum Hochverrat“ (ein Jahr Gefängnisstrafe). Im April desselben Jahres verurteilte er Wendelin Thomas und zwei weitere Angeklagte wegen Aufreizung zum Klassenkampf zu je zwei Jahren Gefängnis ohne Bewährung. Dagegen zeigte er in dem Prozess gegen den aus der rechtsradikalen Szene stammenden Mörder des bayerischen Ministerpräsidenten Kurt Eisner, Graf Arco, auffallende Milde. Er verhängte gegen ihn zwar die Todesstrafe, die jedoch nicht ernst gemeint war, wie die Urteilsbegründung zeigt:

„Von einer Aberkennung der bürgerlichen Ehrenrechte konnte natürlich keine Rede sein, weil die Handlungsweise des jungen politisch unmündigen Mannes nicht niedriger Gesinnung, sondern der glühenden Liebe zu seinem Volke und Vaterland entsprang […] und Ausfluß der in weiten Volkskreisen herrschenden Empörung über Eisner war.“

Schon am nächsten Tag wurde der Mörder folgerichtig durch die bayerische Landesregierung zu lebenslanger Festungshaft begnadigt. Neithardts Beförderung zum Landgerichtsdirektor am Landgericht München I erfolgte bald darauf im Jahr 1922.
Ein weiterer Prozess unter seinem Vorsitz war der Prozess im Juni/Juli 1923 gegen die Beteiligten der „Fuchs-Machhaus-Verschwörung“, in dem die Verstrickung bayrischer Regierungsstellen in diesen Putschversuch vertuscht wurde.

## DerHitler-Prozess
Neithardt kannte Hitler von einer Vorstrafe im Januar 1922. Damals hatte er ihm von einer dreimonatigen Gefängnisstrafe wegen Landfriedensbruchs, nämlich der gewaltsamen Sprengung einer Versammlung des Bayernbundgründers Otto Ballerstedt, zwei Monate auf Bewährung „erlassen“.
Neithardt unterstützte Hitler schon im Vorfeld des Hochverratsprozesses, indem er dessen Überstellung an den gesetzlich zuständigen Staatsgerichtshof zum Schutze der Republik des Deutschen Reiches verhinderte, im Einklang mit der Linie der bayerischen Staatsregierung. Deren Justizminister Franz Gürtner (DNVP) hatte sich schon wenige Tage nach dem Putsch außer Stande erklärt, den vom zuständigen Staatsgerichtshof in Leipzig erlassenen Haftbefehl zu befolgen, da, mit Ausnahme der linken, sämtliche andere Parteien der Auffassung seien, der Prozess gehöre nicht vor den Staatsgerichtshof. Neithardt ließ Hitler und den Mitangeklagten breitesten Raum zur politischen Selbstdarstellung. Hitlers damalige Vorstrafen blieben unberücksichtigt, ebenso wie die Tatsache, dass vier Beamte der Münchner Polizei von den Putschisten erschossen worden waren. Entgegen gültigem Recht verurteilte das Gericht Hitler schließlich lediglich zur Mindeststrafe von fünf Jahren und stellte dem bereits bewährungsbrüchigen Straftäter sogar die baldige Strafaussetzung in Aussicht. Tatsächlich verbüßte Hitler nur etwa acht Monate Festungshaft.
Die gesetzlich vorgeschriebene Ausweisung des österreichischen Staatsangehörigen Hitler unterblieb. Schon während des Prozesses hatte Neithardt einem Politiker, der ihn auf die entsprechende Regelung des Republikschutzgesetzes hinwies, geantwortet, dies sei nicht in Betracht zu ziehen, weil Hitler im deutschen Heer gekämpft habe. Dem damaligen Staatsrat Fritz Schäffer erklärte er, der Prozess müsse so geführt werden, dass der „nationale Gedanke“ nicht Schaden leide, womit er sich in weitgehender Übereinstimmung mit der öffentlichen Meinung in Bayern wähnte. Vergeblich waren die schwachen Versuche der prozessbeteiligten Staatsanwaltschaft mit Ludwig Stenglein, Hans Ehard und Martin Dresse, die vorzeitige Entlassung Hitlers auf Bewährung zu verhindern. Auch der später vorgebrachte Einwand, die Verurteilten hätten sich unerlaubt während der Festungshaft in Landsberg an der illegalen Fortführung und Neuorganisation der Putschistenverbände beteiligt, fand in der bayerischen Justiz ebenfalls kein Gehör.

## Die weitere Karriere
Anfang Januar 1933 wurde Neithardt Präsident am Landgericht Hof. Kurz nach der „Machtergreifung“ der Nationalsozialisten wurde er Anfang September 1933 zum Präsidenten des Oberlandesgerichts München ernannt. Zum 1. November 1933 trat er der NSDAP bei. Am 1. Januar 1934 erhielt er zusätzlich das Amt des Präsidenten der Reichsdisziplinarkammer in München und gehörte ab Anfang September 1934 dem Justizprüfungsamt beim OLG München an. Von Januar bis Dezember 1935 war er zudem in Vertretung am Münchner Erbhofgericht tätig. Er wurde auch Mitglied des Familienrechtsausschusses der Akademie für Deutsches Recht. Anfang September 1937 wurde Neithardt mit einer persönlichen Dankesurkunde Adolf Hitlers in den Ruhestand verabschiedet. Am 1. November 1941 starb er.
Im Zuge der Entnazifizierung wurde hinsichtlich der erheblichen Pensionsbezüge seiner Witwe ein Spruchkammerverfahren gegen seinen Nachlass geführt. Zunächst wurde Neithardt als Hauptschuldiger eingestuft, der Nachlass eingezogen (Spruchkammer München am 11. März 1950). Über verschiedene Instanzen hinweg wurde dieser Vorwurf reduziert. Durch Kassationshofbeschluss des bayerischen Sonderministeriums vom 10. Juli 1951 wurde entschieden, dass Neithardt auch kein so genannter Belasteter mehr sei. Das Verfahren wurde auf Kosten der Staatskasse eingestellt.